# Julio Xavier Labayen
Julio Xavier Labayen OCD (ur. 23 lipca 1926 w Talisay, zm. 27 kwietnia 2016) – filipiński duchowny katolicki, Karmelita bosy, prałat terytorialny Infanty w latach 1966-2003. 

## Życiorys
Święcenia kapłańskie otrzymał 4 czerwca 1955 w zakonie karmelitów bosych. 
26 lipca 1966 papież Paweł VI mianował go prałatem terytorialnym Infanty ze stolicą tytularną Sinnuara. 8 września tego samego roku z rąk kardynała Rufina Santosa przyjął sakrę biskupią. 18 lutego 1978 zrezygnował z biskupstwa tytularnego, a 28 czerwca 2003 ze względu na wiek na ręce papieża Jana Pawła II złożył rezygnację z zajmowanej funkcji.
Zmarł 27 kwietnia 2016.